# Metal Gear Rising: Revengeance
Metal Gear Rising: Revengeance (メタルギア ライジング リベンジェンス, Metaru Gia Raijingu: Ribenjensu) é um jogo eletrônico produzido pela Platinum Games, dirigido por Kenji Saito e editado pela Konami para PlayStation 3 e Xbox 360 em fevereiro de 2013, e para Microsoft Windows em janeiro de 2014. Em setembro de 2012, sem explicar razões, a Konami anunciou que Metal Gear Rising: Revengeance é um exclusivo PlayStation 3 no Japão.
O jogo foi originalmente anunciado e desenvolvido pela Kojima Productions com o nome de Metal Gear Solid: Rising, um jogo de ação onde os eventos se passavam entre as histórias de Metal Gear Solid 2: Sons of Liberty e Metal Gear Solid 4: Guns of the Patriots. Em dezembro de 2011, foi anunciado que o jogo tinha novo nome e que iria ser desenvolvido pela Platinum Games. Segundo Kojima, Metal Gear Rising: Revengeance não faz oficialmente "parte da série Metal Gear Solid". O cenário do jogo foi mudado de forma em que alguns eventos aconteceram e outros não, como um universo paralelo, a fim de permitir à equipe da Platinum Games uma maior liberdade na produção. No entanto, a Kojima Productions foi responsável pelo argumento e pelo design dos personagens.
A história é uma spin-off da série Metal Gear, com um enredo único que se passa quatro anos depois dos eventos de Metal Gear Solid 4: Guns of the Patriots e foca-se no ciborgue ninja de nome Raiden, numa luta contra a autoproclamada empresa militar privada envolvida em atividades terroristas, a Desperado Enterprises.
Metal Gear Rising: Revengeance foi bem recebido pelos críticos apesar de inicialmente algumas reações mais negativas devido ao envolvimento da Platinum Games. O jogo foi elogiado pelo sistema de corte, e pelo uso de elementos da série Metal Gear apesar de ser um jogo de ação. No entanto, foi criticado pela sua câmara e pela curta duração da história.
Em 2017, a versão do Xbox 360 se tornou retrocompatível e pode ser jogada no Xbox One.

## Jogabilidade

Screenshot do jogo em sua fase inicial quando ainda era Metal Gear Solid Rising, antes de ser repassado a Platinum Games.

Os jogadores assumem o controle de Raiden, protagonista de Metal Gear Solid 2: Sons of Liberty e personagem de apoio em Metal Gear Solid 4: Guns of the Patriots. Ao contrário dos títulos anteriores da série Metal Gear, Rising é um jogo de acção em ritmo acelerado, e o criativo produtor Shigenobu Matsuyama nota que a jogabilidade irá se concentrar em dois elementos-chave: swordfighting (combate com espadas), e um estilo de stealth que é mais acelerado e orientada à acção do que em títulos anteriores, que eram jogos de acção táctica e de espionagem.
Uma característica chave do jogo é intitulada zan-datsu (斩 夺 aceso. "Cortar e levar"?), que envolve o "corte" através de inimigos e "tirar" partes dos corpos dos cyborgs desmembrados e robôs. Coisas que podem ser tomadas incluem a energia da vida, peças, munição, itens, e, ocasionalmente, informação Por exemplo, no trailer da E3 2010, Raiden desfaz uma bateria - sob a forma de uma coluna vertebral brilhante e mecânica - a partir de um cyborg inimigo desmembrado, que ele então esmaga e resulta na absorção de energia a partir dele para curar a si mesmo.
"Corte" implica swordplay sofisticado que permite aos jogadores entrar em combate corpo a corpo na terceira pessoa, bem como precisamente cortar inimigos e objectos "à vontade" ao longo de um plano geométrico utilizando o modo "free slicing" (corte livre). Praticamente qualquer objeto no jogo pode ser cortado, incluindo veículos e inimigos, apesar de elementos do ambiente foram intencionalmente limitado a estruturas como pilares e paredes para facilitar a melhor jogabilidade. O modo "free slicing" é semelhante a outros modos tendo em vista, os títulos anteriores de Metal Gear Solid, mas produz um retículo especial no alvo, na forma de um plano azul transparente que pode ser girado e movido, traçando linhas laranja através das superfícies de objectos para indicar exactamente onde eles vão ser cortados, mas também pode ser usado para entrar num estado “bullet time”, dando aos jogadores a oportunidade de cortar com precisão alvos durante os momentos de acção, como o corte por meio de um alvo em queda de vários ângulos antes de atingir o chão. Esses recursos podem ser utilizados estrategicamente, por exemplo, desabilitar os adversários, encontrar pontos fracos e lacunas na armadura, rompendo colunas de suporte de tectos ou paredes para fazer cair sobre os inimigos, desviando o fogo inimigo, ou o corte através de objectos para remover o esconderijo dos  inimigo. Isto é particularmente importante diante de cyborgs e robôs, como o corte por meio de diferentes áreas do seu corpo lhe permitirá tomar diferentes partes mecânicas a partir de dentro. Embora a principal arma de Raiden será sua lâmina de alta frequência, ele também vai tem "sub-armas", revelou Kimura; numa breve curta metragem da jogabilidade foi mostrado Raiden empunhando um punhal na mão esquerda.
Elementos de acção furtiva em Rising vão aumentar a velocidade considerável em Raiden e agilidade com o que descreve como Matsuyama de "stealth de caça". Ao contrário do "stealth de espera" dos títulos anteriores, em que os jogadores permaneciam ocultos tentando evitar o combate, os jogadores em Rising, ao contrário, perseguem seus inimigos rapidamente e usam manobras acrobáticas para ficar fora de vista. Isto está de acordo com o recurso zan-datsu, permitindo-lhes atacar sobre os inimigos para obter armas, itens e energia.
Director Mineshi Kimura afirmou que Rising seria continuar a tradição da série de incentivar os jogadores a progredir através do jogo sem matar, observando que há uma diferença moral entre atacar ciborgues ou robôs e atacando seres humanos, e que há uma virtude "para simplesmente desactivando os seus inimigos em vez de matá-los." Embora tenha sido considerado importante para dar aos jogadores a liberdade de fazer o que querem, Matsuyama indicou que os jogadores nunca serão recompensados por matar oponentes humanos, e que o jogo vai ser concebidos de modo que os jogadores nunca são forçados a fazê-lo.
Os acontecimentos de Metal Gear Rising: Revengeance ocorrem vários anos depois de Metal Gear Solid 4: Guns of the Patriots. Detalhes sobre a trama específica do jogo ainda não foram revelados, mas Raiden parece ser um guerreiro solitário lutando contra vários PMCs enquanto segue o código samurai do Bushido.
Raiden é mostrado com a aparência de um ciborgue-ninja (vista em Metal Gear Solid 4: Guns of the Patriots), mas com a cor da armadura e dos olhos diferentes. Uma segunda imagem foi divulgada, trazendo Raiden com sua armadura e espada na mão, agachado nas costas do que aparenta ser Crying Wolf.
Metal Gear Solid: Rising narra a série de eventos que resultou na transformação de Raiden, o protagonista e personagem do jogador de Metal Gear Solid 2: Sons of Liberty, em sua personagem-nija cyborg, pela primeira vez em Metal Gear Solid 4: Guns of the Patriots. Metal Gear Rising ocorre durante um ponto na cronologia da série em que Raiden já começou a sua transformação na forma de cyborg, ainda que com uma aparência diferente e um pouco mais rude do aquele visto em Metal Gear Solid 4, e vai mostrar as mudanças como Raiden se transforma de seu "Rising-eu" em seu "MGS4-eu". Matsuyama também deu a entender que o passado de Raiden como uma criança-soldado pode ser elaborado, e que suas fraquezas pessoais como um ser humano, tais como a sua determinação, serão exploradas.
Matsuyama declarou que uma das suas metas para Rising é dar uma maior ênfase na jogabilidade, com uma história menos complicada, com cenas video mais curtas do que os títulos anteriores. Sua intenção é proporcionar uma experiência que será totalmente agradável para jogadores que não jogaram seus antecessores, e por isso vai funcionar mais como uma história autossuficiente e provavelmente não vai levar directamente para o enredo de Guns of the Patriots.

## Enredo

### Cenário
O jogo se passa quatro anos após Metal Gear Solid 4: Guns of the Patriots, nesse período, houve o fim das SOPs, a antiga política de financiamento de EMP (Sigla para Empresas Militares Privadas), com a alegação de que "o mundo precisa de paz."
Metal Gear Rising ocorre durante um ponto na cronologia da série em que Raiden já começou a sua transformação na forma de cyborg, ainda que com uma aparência diferente e um pouco mais rude do aquele visto em Metal Gear Solid 4, além disso, Raiden trabalha para uma espécie de "Anti-EMPs", a Maverick, e não mais para o governo dos Estados Unidos, como era visto nos jogos anteriores.

### Enredo

#### Arquivo R-00: Serviço de Guarda
Uma cutscene inicial mostra uma limousine em um país não identificado, A frente e atrás do carro estão dois veículos fortemente armados, dentro dessa limousine estão o presidente do país, N'Mani e o vice-presidente. Além deles estão Raiden e Courtney, uma mulher que trabalha junto com Raiden na Maverick, uma "Anti-EMP" liderada por um russo chamado Boris, nela também trabalham Kevin, melhor amigo de Raiden, e Doktor, um cientista alemão especialista em ciborgues que construiu Raiden (Mais tarde também irá trabalhar lá Wolf, uma unidade LQ-QUi resgatada por Raiden).
N'Mani e Raiden conversam sobre o país, que antes estava sob uma guerra civil, mas que graças a Maverick e a Raiden, voltou a ficar sob controle, entretanto, a limousine para bruscamente porque há um homem no caminho, esse homem se revela ser um ciborgue e corta ao meio os veículos militares, a limousine foge, mas é emboscada por mais um exercito de ciborgues, Raiden saí do carro e enfrenta os ciborgues, dando tempo para o carro escapar, feito o trabalho, outra cutscene começa, nela, alguns seguranças estão defendendo a limousine, de repente chega Sundowner, um homem gordo e calvo que mata os dois seguranças e sequestra N'Mani, até que Raiden chega, ele pergunta sobre o porquê do ataque ao presidente, Sundowner responde que, com o fim da SOP, a única fonte de lucro que eles tinham havia se acabado, e para terminar ele diz: "A África está pacifica demais". E vai embora com N'Mani, Raiden tenta persegui-lo, mas de repente surge um Metal Gear RAY e entra no caminho de Raiden, que agora terá que derrota-lo para poder resgatar N'mani.

##### 1º Boss Fight contra o Metal Gear RAY
O Metal Gear RAY e um dos chefes mais fáceis de derrotar, uma vez que seus ataques são fracos e sua vida caí rapidamente, o lugar mais fácil de tirar seu HP são suas pernas, após bate-las nelas por um tempo, você poderá ativar o modo katana e cortar a blindagem das pernas, outro detalhe é que, de vez em quando, o Metal Gear vai para do lado oposto a onde estava e vai começar a atirar contra você, use a corrida ninja para desviar desses disparos. Assim que sua vida chegar a 0,1%, o Metal Gear RAY irá tentar golpeá-lo com sua espada, aperte os botões que aparecerem na tela, para se defender, jogar o Metal Gear no ar e em seguida cortar o seu braço, encerrando a luta.
Após a luta, a perseguição irá continuar pelos esgotos e em seguida pela superfície novamente, ao chegar no telhado, Raiden dá de cara novamente com o Metal Gear RAY, e terá que lutar com ele novamente.

##### 2º Boss Fight contra o Metal Gear RAY
Agora a luta fica um pouco mais difícil, pois não há muitos lugares para se defender e os ataques do Metal Gear ataques serão mais fortes, mas em compensação, haverá um novo ponto fraco exposto, que é seu rosto, acerte-o varias vezes nesse lugar para ativar o modo katana e cortar a blindagem do rosto e causar dano. Novamente, quando a vida do Metal Gear RAY chegar a 0,1% ele irá se afastar e começará a lançar misseis contra você, aperte os botões que aparecerem na tela para pular em cima dos misseis, em seguida o modo katana será ativado para você cortar o segundo braço do Metal Gear, entretanto, isso não o impede de te arremessar para uma capela em ruínas, agora você deverá usar a corrida ninja para se esquivar de mais misseis e no final, apertar outro botão que mostra na tela para cortar o Metal Gear ao meio, destruindo-o definitivamente.
Uma cutscene mostra Sundowner pulando em cima de um vagão de trem, Raiden chaga um pouco depois, mas também consegue pular no trem, terminada a cutscene, Raiden persegue Sundowner pelos vagões do trem até acha-lo acorrentando N'Mani, uma nova cutscene começa, mostrando Sundowner discursando, ele diz que N'Mani errou ao tentar impedir a guerra civil, ele ainda alega que a atual política mundial está errada quando fala sobre a paz, para Sundowner, a guerra é algo que molda o ser humano, sendo assim, Sundowner alega que a humanidade deveria "criar o caos e não evita-lo", para finalizar, Sundowner mata N'Mani e joga seu corpo nos trilhos.
Com raiva, Raiden tenta matar Sundowner, mas de repente aparece o mesmo ninja que destruiu os veículos militares e o impede, Sundowner foge, e o ninja desconhecido o desafia para lutar.
(Nota do editor: Aqui não iremos considerar a luta de Raiden contra o ciborgue como um Boss Fight pois não é possível tirar o dano deste ultimo.)
A luta ocorre com o trem dentro do túnel, e as coisas não dão certo para Raiden: O desconhecido para a fazer uma guerra psicológica com ele, dizendo que ele não usa a espada do jeito certo, uma vez que "a espada tem sede de sangue e você (Raiden) evita isso" o ciborgue vence a guerra, e, para piorar, consegue arrancar seu olho direito e seu braço.
Raiden tenta atacá-lo, mas, debilitado, caí no chão, o ciborgue está prestes a matar Raiden quando o trem sai do túnel e mostra Boris e seu exercito perseguindo o trem, o ciborgue desconhecido foge, e Raiden é resgatado.

#### Arquivo R-01: Golpe de Estado
Passam se três semanas após o ataque ao presidente N'Mani, Raiden está agora dentro de um jato indo para a Georgia, não se mostra o rosto de Raiden, mas através das falas, percebe-se que ele ganhou um novo corpo.
Doktor diz que para Raiden conseguir mais energia ele deverá cortar seu inimigos ao meio e retirar suas tripas e aperta-las para que o liquido em seu interior saia, a mesma coisa serve para abastecer o modo katana.
Agora quem fala é o chefe da Maverick, Boris, ele diz que houve um golpe de estado na Georgia, muitos lideres foram mortos e uma junta militar assumiu o poder, o principal causador do golpe foi uma EMP chamada Desperado Enforcement LLC, o mesmo grupo que atacou o presidente N'Mani, o golpe foi articulado por Andeyiv Dolzayev, e Raiden tem o objetivo de mata-lo, além disso, Kevin alerta sobre o homem que quase o matou, descobre-se que seu nome é Samuel Rodrigues, mas conhecido como Jetstream Sam, Sam era filho de um ex ninja que havia aberto uma academia de praticas ninjas, entretanto, um de seus pupilos o matou, Sam se vingou destruindo a academia e matando todos os aprendizes, inclusive o assassino de seu pai, depois viajou pelo mundo como mercenário, destruindo gangues e mais gangues usando sua katana de alta frequência, então foi contratado pela Desperado, Kevin alerta que talvez ele não estaja no país, mas que de qualquer maneira era bom ficar de olho, Raiden chega no litoral Georgiano e aterrissa na praia, onde agora é possivel ver totalmente seu corpo.

## Desenvolvimento

### Versão Inicial

Capa original de Metal Gear Rising.

O jogo foi primeiramente sugerido durante a apresentação de Hideo Kojima na Game Developers Conference 2009 em San Francisco. Sua apresentação seguiu o processo de desenvolvimento a longo da série Metal Gear até Metal Gear Solid 4: Guns of the Patriots e, eventualmente, conduzem ao futuro, com o título missão final sendo "A MGS Next" com Raiden Cyborg em pé ao lado do título.
Antes do anúncio do jogo, a Kojima Productions disponibilizou um cronómetro de contagem regressiva no seu site, e o tempo passando de nublado a chuva extremamente pesada, com trovões e relâmpagos, até o dia que Rising foi anunciado, levando a dias de sol. Na conclusão da contagem regressiva, o site foi substituída com a imagem de uma parede de tijolos com uma tela inicial gráfica para Metal Gear Solid: Rising.
O jogo foi anunciado oficialmente na E3 2009 na conferência de imprensa da Microsoft. Um "teaser trailer" foi lançado pelo director da série Hideo Kojima, embora ele estará servindo apenas como produtor executivo do jogo. O jogo foi inicialmente anunciado apenas para o Xbox 360, mas posteriormente foi confirmado para a PlayStation 3 e Microsoft Windows. De acordo com a "Kojima Productions Report" em podcast o jogo irá usar um novo motor, ao invés do motor de MGS4. Foi também anunciado que Kojima estará envolvido com o jogo, mas não a tempo inteiro, visto que 100% do seu envolvimento é com Metal Gear Solid: Ground Zeroes para o PlayStation 3 e Xbox 360.
A arte da capa para o jogo entrou na Xbox Live em 10 de junho, quatro dias antes da E3 2010, mas logo foi retirada e substituída pelo logotipo oficial. Durante a conferência de imprensa da Microsoft na E3 em 14 de junho, Hideo Kojima apresentou o designer do jogo, Mineshi Kimura, que revelou um novo trailer que incluiu filmagens “cutscene”, e jogabilidade e introduziu o conceito de zan-datsu (斩 夺 "cortar e tirar"?). Numa entrevista de follow-up com a Famitsu, Kimura e o produtor Shigenobu Matsuyama discutido novo estilo do título e elementos de jogabilidade, bem como a furtividade tradicionais e "não matar" os elementos da série Metal Gear que seriam retirados. Kimura e Matsuyama voltaram a apresentar o trailer em 16 de junho durante a conferência de imprensa da Konami na E3, em seguida, em palco, com um melhor esclarecimento da mecânica do jogo, novamente, enfatizando que o jogo vai conter elementos de stealth. Kimura notou que ele queria que Raiden fosse capaz de se mover como ele faz nos trailers de MGS4, e para mostrar "stealth da espada, e a força desta que nem mesmo perdendo para uma arma, e o medo e o poder que você tem com essa lâmina".
Preocupação tem aumentado ao longo de representações realistas do jogo de desmembramento humano durante as sequencias controladas pelo jogador, um limite rígido para a “Japan's Computer Entertainment Rating Organization”, que pode exigir a censura na versão doméstica japonesa do jogo. Como resultado, a versão do trailer E3 2010 disponível para consulta no site oficial do jogo japonês tem tido tais cenas removidas.
Na Tokyo Game Show de 2010 a Sony anunciou que a versão PlayStation 3 de Metal Gear Solid: Rising pode ser jogada em 3D.

### Platinum Games eRevengeance
Um trailer exibido no Spike Video Game Awards em 10 dezembro de 2011 revelou o novo título do jogo, "Metal Gear Rising: Revengeance", e o seu novo desenvolvedor, a Platinum Games. O trailer também confirmou que Raiden será novamente interpretado por Quinton Flynn, que já declarou que a Konami não tem estado em contato com ele a respeito do jogo, e comentou que ele ficaria decepcionado se ele não estivesse envolvido.
Depois da Platinum Games ser escolhida, a história foi alterada para ocorrer vários anos após Metal Gear Solid 4 para dar à Platinum mais uma oportunidade para mostrar o que eles podem trazer para a série. O título do jogo foi alterado para Metal Gear Rising: Revengeance para refletir que não é parte da série principal de Metal Gear Solid, mas é sim um spinoff que ocorre após Metal Gear Solid 4: Guns of the Patriots. Kojima também confirmou que Rising será executado a 60 frames por segundo, uma exigência que pessoalmente solicitou à Platinum Games.
Inaba respondeu no seu Twitter às preocupações dos fãs sobre o projeto. Ele reconheceu a reação mista com a revelação de Rising, mas espera que os jogadores tenham "um vislumbre do futuro" no trailer. Inaba promete que o seu "amor e respeito vão brilhar." As reações negativas vieram de fãs que se aperceberam da mudança do jogo para um modo "hack and slash".
Enquanto Metal Gear Solid: Rising estava destinado também ser lançado para Microsoft Windows para além de PlayStation 3 e Xbox 360, Revengeance não sairá para Windows. Inaba afirmou que a versão PlayStation 3 será a plataforma principal. A decisão foi tomada devido a problemas de desempenho do jogo Bayonetta na consola.
O jogo teve pela primeira vez uma demonstração jogável na E3 de 2012. Também foi mostrado durante a E3 de 2012 um novo video, com a canção "Wrong" da banda Depeche Mode.

## Marketing e Lançamento
Metal Gear Rising: Revengeance foi lançado na América do Norte a 19 de Fevereiro de 2013 e no Japão e Europa a 21 de Fevereiro. Enquanto uma versão para Microsoft Windows de Metal Gear Solid: Rising foi inicialmente planeada, o lançamento para esta plataforma ficou pendente. No entanto, a Kojima Productions disse que iria considerar o seu lançamento depois das versões das consolas serem editadas. A versão para Windows acabou por ser editada a 9 de Janeiro de 2014. Por razões desconhecidas, a versão para Xbox 360 foi cancelada no Japão. A Kojima Productions afirmou que devido aos requerimentos de hardware, não é possível aos programadores produzirem o jogo para consolas portáteis, como a PlayStation Vita. A Kojima Productions também afirmou que não tem planos para a Wii U.
No Japão, a Konami editou duas edições de coleccionador com a primeira, "Premium Package", a conter um livro de arte por Yoji Shinkawa e um pacote com a banda sonora. A segunda edição limitada, "Premium Package Special Edition", inclui todo o conteúdo da primeira e uma pequena estátua de Raiden. A edição de coleccionador inglesa contém a banda sonora, uma caixa de aço e uma lâmpada com parte da espada de Raiden. Foi anunciado também conteúdo transferível, com um novo personagem a ter acesso a diferentes missões de Raiden. A edição limitada da Konami tem o fato alternativo para Raiden com o nome "Gray Fox Cyborg Ninja", a Amazon.uk inclui o fato alternativo "Inferno Armor" com as pré-reservas, enquanto que a versão europeia tem a armadura branca de Raiden.
Numa conferência de imprensa pré-E3 2012, a Konami anunciou que uma demo de Metal Gear Rising: Revengeance está disponível para os jogadores que adquirirem o jogo Zone of the Enders: HD Collection. A Konami também mencionou que a demo irá estar disponível por si só, sem na altura revelar datas de lançamento.
A demo publica de Revengeance foi lançada no Japão a 13 de Dezembro de 2012, tornando-se na primeira demo com bloqueio de região na PlayStation Store. A demo, que inclui o primeiro capitulo do jogo, foi lançada em todas as outras regiões na Xbox Live Marketplace (excepto no Japão) e na PlayStation Store a 22 de Janeiro de 2013.

## Recepção

### Pré-Lançamento
Vários sites especializados como a Eurogamer, a 1UP.com e a VideoGamer.com listaram Metal Gear Rising: Revengeance como um dos jogos mais aguardados de 2012 devido à distância temporal dos jogos anteriores da série, bem como considerando a produção da Platinum Games noutros projectos. No entanto, uma critica comum, afirmada por Richards George da IGN, refere que este novo jogo tem um estilo muito diferente dos jogos anteriores de Metal Gear, resultado da mudança de produtores e de personagem (Raiden destrói um Metal Gear Ray apenas com as mãos). David Hougton da GamesRadar notou que as ações Raiden durante a jogabilidade não estavam fora do seu personagem, considerando o seu papel em Metal Gear Solid 4: Guns of the Patriots, onde ele tinha a capacidade de lutar contra soldados inimigos sem os braços.
Durante a E3 em junho de 2012 foi exibido um video da jogabilidade. Kevin VanOrd e Peter Brown, ambos editores da GameSpot, ficaram surpreendidos com a jogabilidade demonstrada, afirmando "ação em terceira pessoa muito fluida e jogo de espadas em câmara lenta" ao invés do estilo furtivo comum à série Metal Gear Solid. Ambos também disseram que Raiden é perfeito para o enredo e estilo do jogo por causa das suas anteriores aparições em outros jogos da série. Jose Otero da 1UP fez comentários similares, elogiando o estilo da jogabilidade, mas achou que a demonstração parecia mais um tutorial que propriamente um nível do jogo.